# هاچ‌بک

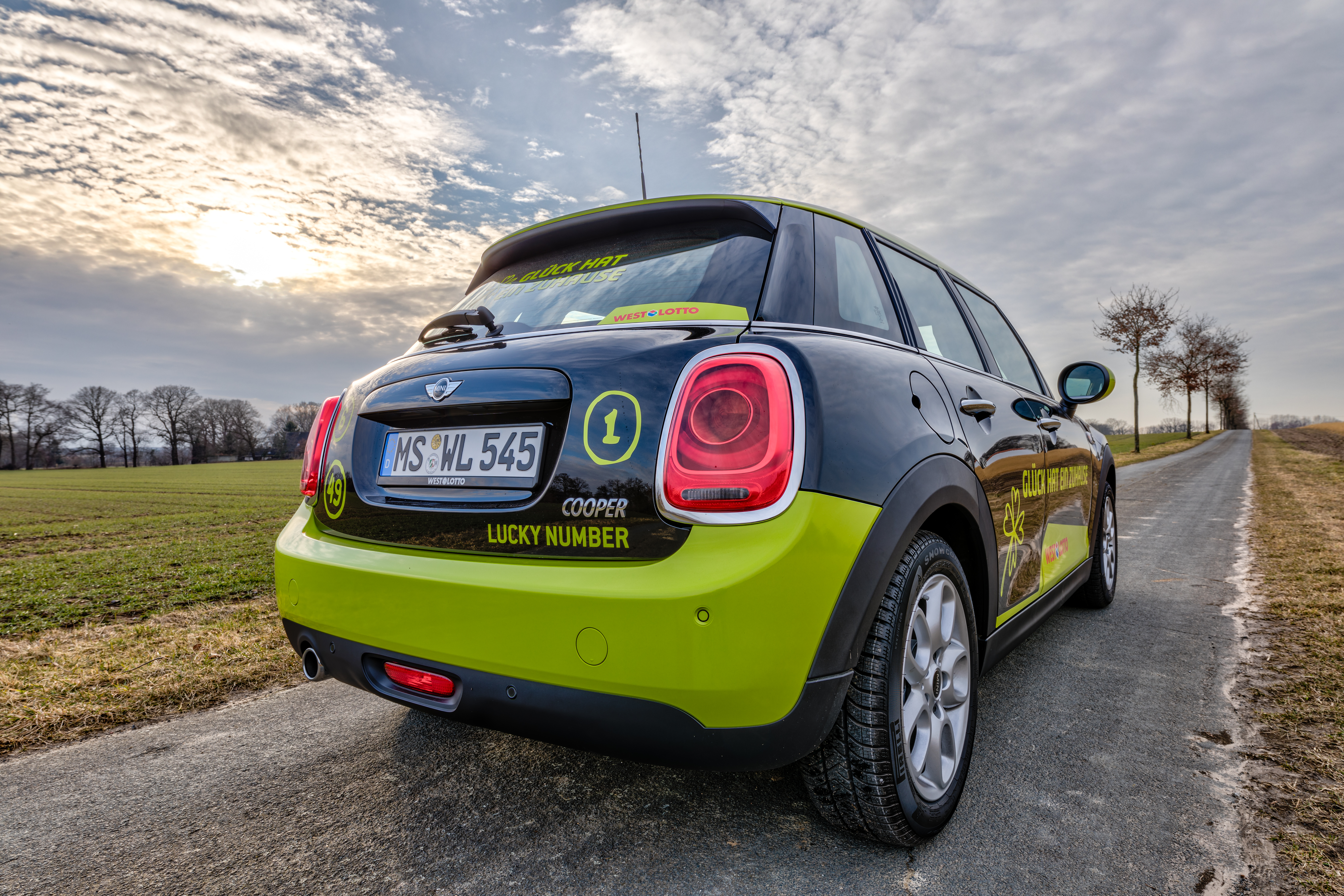
خودروی مینی هاچ یکی از هاچ‌بک‌های مدرن که به‌وسیلهٔ شرکت مینی تولید و عرضه می‌گردد.

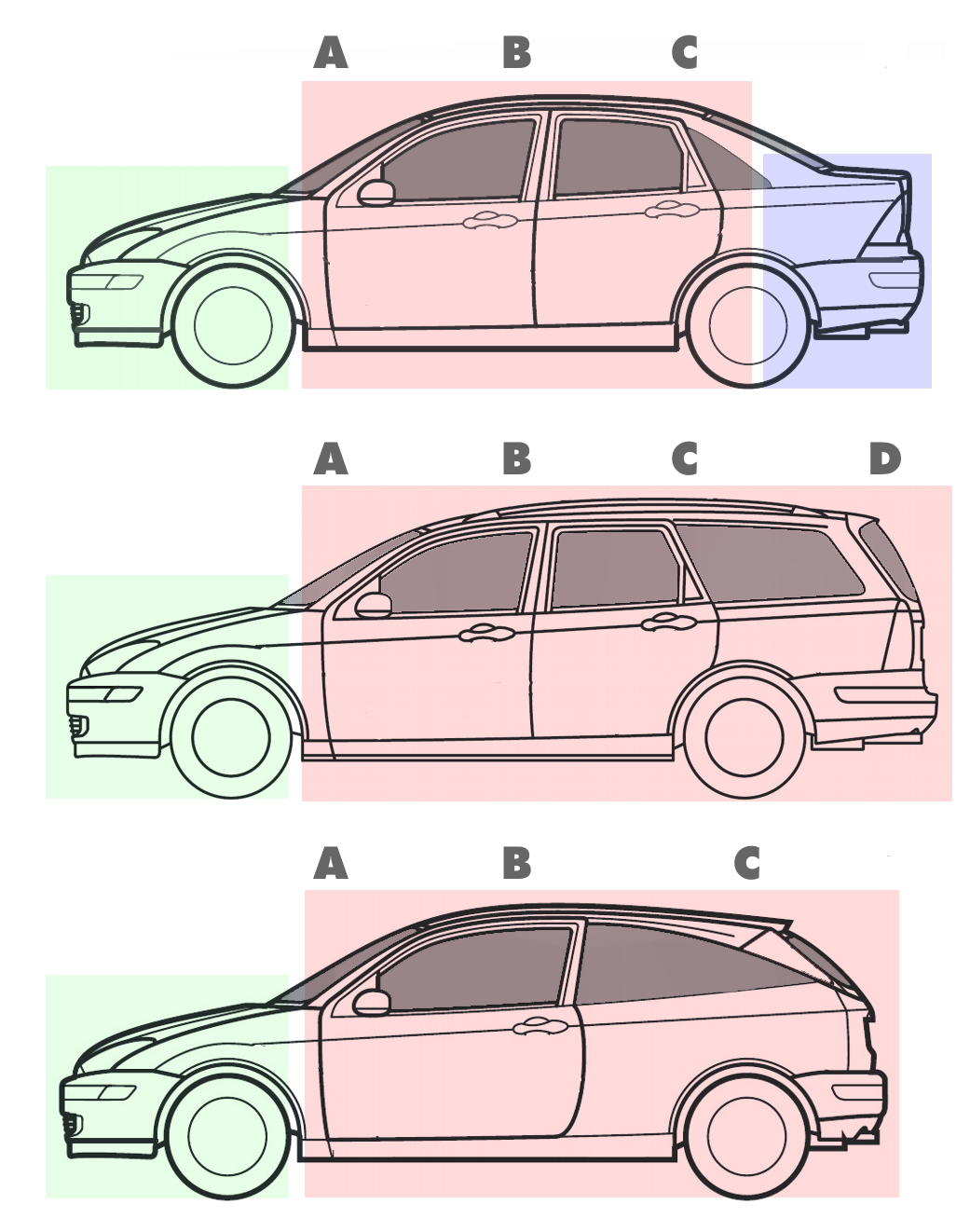
سه نوع بدنه بر اساس ستون و جعبه: سدان: سه جعبه، سه ستون استیشن واگن: دو جعبه، چهار ستون هاچ‌بک: دو جعبه، سه ستون

هاچ‌بک (به انگلیسی: Hatchback) به خودروهایی می‌گویند که صندوق عقب آن‌ها تقریباً حذف شده و در صندوق عقب و شیشه عقب خودرو یکی بوده و به صورت عمودی باز می‌شود. معمولاً با بازکردن این در علاوه بر فضای بار به داخل خودرو نیز دسترسی وجود دارد.
واگن استیشن، ماشین‌های اس‌یووی و مینی‌ون‌ها با هاچ‌بک متفاوتند. معمولاً عقب هاچ‌بک‌ها حالت مایل دارد ولی بقیه دارای حالتی نسبتاً عمودی‌اند. خیلی از آن‌ها ستون چهارم یا دی دارند که هاچ بک‌ها آن را ندارند.
هاچ بک‌ها را اگر بر اساس ستون بخواهیم با بقیه خودروها تمیز دهیم ممکن است خودروهای سدان نیز هاچ بک به نظر برسند چرا که سه ستون دارند در حالی که تفاوت اساسی در اینست که سدان‌ها جعبه‌ای مجزا برای بار در عقب دارند که طراحی آن‌ها را سه جعبه‌ای می‌کند در حالی که هاچ بک‌ها جعبه‌ای یکسان برای بار و سرنشین دارند و دو جعبه‌ای هستند.
هاچ‌بک‌ها ممکن است ۳ در (دو در ورودی و یک در عقب) یا ۵ در (چهار در ورودی و یک در عقب) تعریف شوند.

## نمونه‌هایی از خودروهای هاچ‌بک موجود در بازار ایران
- پراید هاچ‌بک
- سایپا ۱۱۱
- کوییک
- سایپا اطلس
- تیبا ۲
- پژو ۲۰۶
- پژو ۲۰۷آی
- پژو ۲۰۵
- K121
- ام‌وی‌ام ۱۱۰
- ام‌وی‌ام ۳۱۵
- تویوتا یاریس هاچبک
- مزدا ۲
- رنو ۵
- رنو پی‌کی
- رنو ساندرو
- دوو ماتیز
- جی‌ای‌سی جی۳
- هیوندای آی۱۰
- هیوندای آی۲۰
- هیوندای آی۳۰
- هیوندای ولاستر
- آلفا رومئو جولیتا
- آلفا رومئو می‌تو
- جیلی امگرند ای‌سی۷-آروی